# Казе Санта Ђулијета (Алесандрија)
Казе Санта Ђулијета је насеље у Италији у округу Алесандрија, региону Пијемонт.
Према процени из 2011. у насељу је живело 35 становника. Насеље се налази на надморској висини од 118 м.